# Lake Louise (Alaska)
Lake Louise is een plaats (census-designated place) in de Amerikaanse staat Alaska, en valt bestuurlijk gezien onder Matanuska-Susitna Borough.

## Demografie
Bij de volkstelling in 2000 werd het aantal inwoners vastgesteld op 88.

## Geografie
Volgens het United States Census Bureau beslaat de plaats een oppervlakte van
192,3 km², waarvan 124,0 km² land en 68,3 km² water.

## Plaatsen in de nabije omgeving
De onderstaande figuur toont nabijgelegen plaatsen in een straal van 64 km rond Lake Louise.